# Anomala handschini
Anomala handschini är en skalbaggsart som beskrevs av Ohaus 1934. Anomala handschini ingår i släktet Anomala och familjen Rutelidae. Inga underarter finns listade i Catalogue of Life.